# Microphalloidea
Die Microphalloidea  sind eine Überfamilie der Saugwürmer.

## Merkmale
Die Körperoberfläche ist glatt oder mit Dornen besetzt. Der Mundsaugnapf kann von einem Halbkreis von Dornen umgeben sein, der Bauchsaugnapf (Acetabulum) ist schwach entwickelt, selten fehlt er ganz. Ein Darm ist gewöhnlich ausgebildet, manchmal gering entwickelt mit kurzen Blinddärmen, selten ganz fehlend. Der Genitalvorhof ist häufig mit speziellen Bildungen ausgestattet, ein Cirrus-Sack kann vorhanden sein. Der Dotterstock ist auf symmetrische Ansammlungen großer Dotterkugeln beschränkt. Das Ausscheidungssystem ist Y-, V- oder I-förmig.

## Entwicklungszyklus
Die Entwicklung verläuft über Xiphidiozerkarien sowie die in Wirbellosen oder Wirbeltieren zystenbildenden Metazerkarien oder in Form von Sporozysten in Muscheln.

## Systematik
Die innere Systematik ist in jüngerer Zeit starken Veränderungen unterlegen. Bei Etablierung der Überfamilie waren darin nur Microphallidae und Gymnophallidae eingruppiert, letztere werden nunmehr der Überfamilie Gymnophalloidea zugeordnet. Olson et al. (2003) ordnen folgende neun Familien in die Überfamilie ein::
- Microphallidae Ward, 1901
- Eucotylidae Cohn, 1904
- Lecithodendriidae Lühe, 1901
- Pachypsolidae Yamaguti, 1958
- Pleurogenidae Looss, 1899
- Prosthogonimidae Lühe, 1909
- Renicolidae Dollfus, 1939
- Zoogonidae Odhner, 1902
- Faustulidae Poche, 1926

Allerdings berücksichtigte die Analyse von Olson nur wenige Gattungen, so dass hier erheblicher Forschungsbedarf besteht.